# 劉肅 (成化進士)
劉肅（1440年—？年），字敬之，四川嘉定州人，明朝政治人物。

## 生平
治《詩經》，成化元年（1465年）乙酉科由州學生中式四川鄉試第三十二名舉人，年二十七歲中式成化二年丙戌科會試第二百二十四名，第三甲第一百六十一名進士。授行人，八年十月选入都察院理刑，九年授监察御史，巡按江西，二十一年闰四月升云南按察司副使，二十三年（1487年）八月调任湖广黄州府知府。弘治六年（1493年）三月升贵州布政司左参政，八年（1495年）七月升河南右布政使。

## 家族
曾祖劉朝宗；祖劉友禮；父劉新，教授；母王氏。具慶下，妻王氏，行二，兄玉，弟俊；謀；哲；睿；誠。